# Non tirate il diavolo per la coda
Non tirate il diavolo per la coda (Le diable par la queue) è un film del 1969 diretto da Philippe de Broca.

## Trama
Un castello del XVII secolo, ormai verso la rovina, ospita un albergo praticamente sempre vuoto. Il conte Georges ha un atteggiamento fatalista mentre la Marchesa sua madre, la moglie Diane, la figlia Amélie e, a modo suo, anche la cugina pianista Jeanne, sono più intraprendenti e decise a impegnarsi per migliorare la situazione.
Una deviazione sulla strada principale, determina un improvviso aumento del traffico nei pressi del castello. Il garagista Charlie, innamorato di Amélie, procura così all'albergo un gran numero di clienti, dato che "misteriosamente" tutte le auto transitate per la sua stazione di servizio restano improvvisamente in panne.
L'ultimo ad arrivare è il sedicente barone César Maricorne, un uomo elegante e a affascinante, accompagnato da due aiutanti. Si tratta in realtà di un malvivente, autore di una rapina a Mâcon, diretto a Torino a raggiungere il resto della banda.
La vecchia marchesa subodora qualcosa e spinge Charlie a riparargli subito l'auto. Il barone César può così ripartire già il mattino seguente, ma una serie di posti di blocco ne cambiano i piani. I suoi due scagnozzi muoiono tentando la fuga, mentre lui, con il prezioso bottino nella valigetta, torna al castello. Qui, essendo andati tutti alla messa domenicale, trova solo la giovane Amélie che, sbirciato il contenuto della valigetta, svela poi tutto ai suoi familiari. 
La marchesa è ritiene fermamente che quel denaro non debba lasciare il castello quindi escogita e mette in atto una serie di attentati alla vita di César che vanno tutti a vuoto. L'ultimo tentativo dà l'impressione di essere riuscito per cui, salutati gli altri clienti, ci si appresta a forzare la cassaforte in cui è custodito il bottino.
Ma César, ripresosi, torna al castello e recupera senza problemi la valigetta, notato dalla sola Jeanne, per altro l'unica estranea a tutte le macchinazioni orchestrate dalla marchesa. La donna, innamorata del misterioso barone, sposta i segnali che lo stesso aveva messo per farsi raggiungere dall'aereo che deve venire a prenderlo. L'aereo affonda in un acquitrinio lasciando così César ostaggio della romantica Jeanne, della quale realizza di esser innamorato e per la quale decide quindi di stabilirsi lì.
Tre mesi più tardi sono in corso imponenti lavori di ristrutturazione del castello, mentre vi si tiene un grande ricevimento con César a capo delle cucine e di tutta l'organizzazione. Georges osserva impassibile come suo solito, mentre le donne del castello sono tutte irrimediabilmente affascinate dal nuovo finanziatore e gestore, soddisfatte per come hanno abilmente gestito la situazione. 

## Produzione
Le riprese sono state effettuate nel Castello di Fléchères, sito a Fareins, nel dipartimento dell'Ain.